# ليونيل كابوني
ليونيل كابوني (بالفرنسية: Lionel Cappone)‏ (مواليد 8 فبراير 1979 في ماريغنان - فرنسا) لاعب كرة قدم فرنسي يلعب حاليا لصالح نادي الدرجة الأولى لوريان الفرنسي منذ 2006 في مركز حارس مرمى .

## روابط خارجية
- ليونيل كابوني على موقع قاعدة بيانات كرة القدم.إي يو (الإنجليزية)
- ليونيل كابوني على موقع ليكيب (الفرنسية)
- ليونيل كابوني على موقع Soccerway.com (الإنجليزية)
- ليونيل كابوني على موقع عالم كرة القدم.نت (الإنجليزية)
- ليونيل كابوني على موقع GSA (الإنجليزية)